# غاري تي ماركس
غاري تي ماركس (بالإنجليزية: Gary T. Marx) هو عالم اجتماع أمريكي، ولد في 1 أكتوبر 1938 في كاليفورنيا في الولايات المتحدة.